# 4. tisíciletí př. n. l.

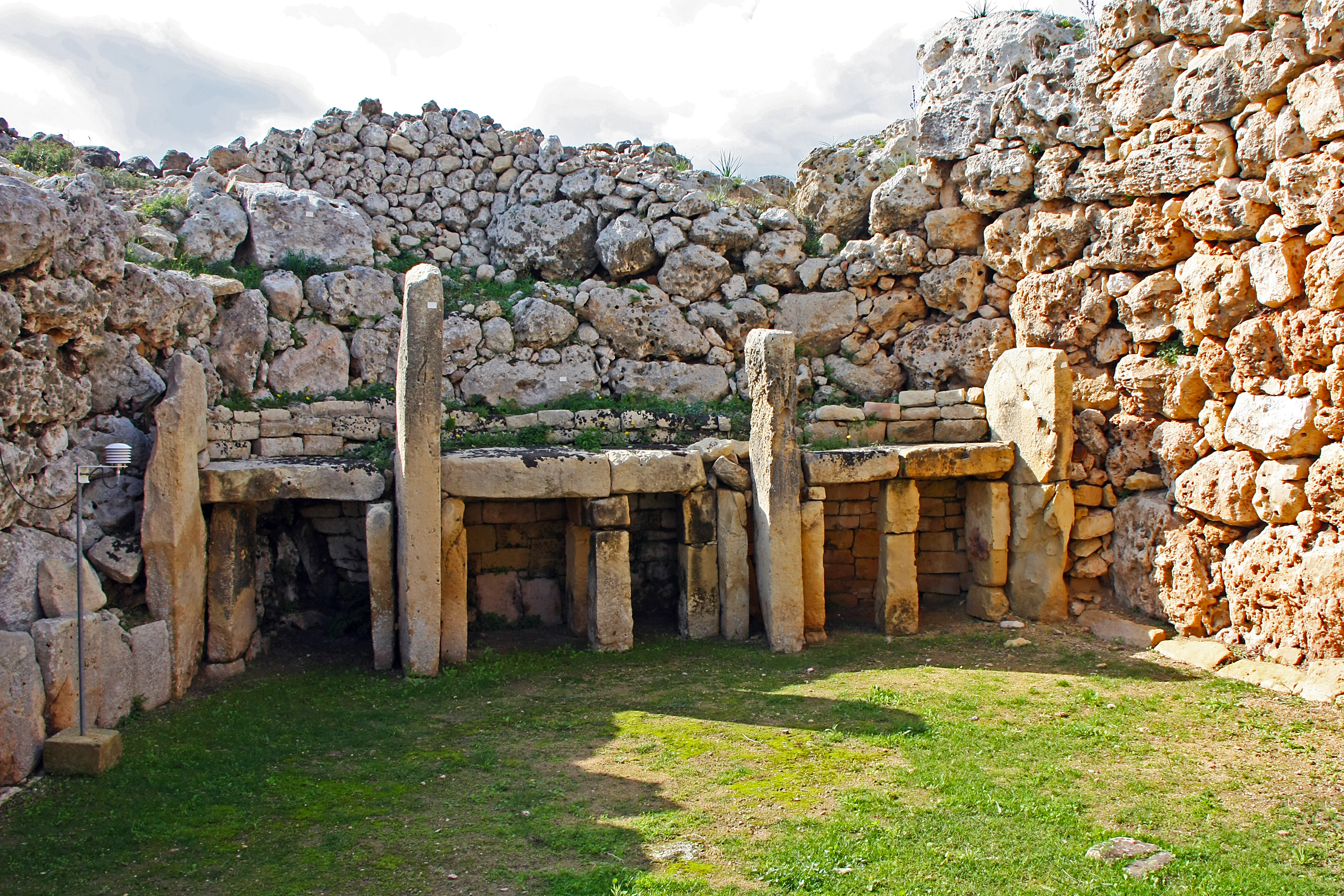
Svatyně Ġgantija na ostrově Gozo vystavěná megalitickou kulturou přibližně v letech 3600 až 3400 př. n. l.

Ve 4. tisíciletí př. n. l. se v lidské kultuře dějí podstatnější změny – začíná doba bronzová, vzniká písmo. Vznikají městské státy v Sumeru a království v Egyptě, stávají se čím dál významnějšími. Zemědělství se šíří do celé Eurasie. Člověk využívá svalové energie domácích zvířat. Světová populace se v průběhu tisíciletí zdvojnásobuje, z asi 7 milionů na asi 14 milionů lidí.

## Na území České republiky
Archeologické nálezy – Chrudim.

## Řecko
Koncem tohoto tisíciletí vzniká Minojská civilizace na Krétě.